# Fool's Gold (film fra 1919)
Fool's Gold er en amerikansk stumfilm fra 1919 af Laurence Trimble.

## Medvirkende
- Mitchell Lewis som Marshall Strong
- Wellington A. Playter som John Moore
- Florence Turner som Constance Harvey
- Sarah Truax som Lilas Niles
- Francis Joyner som Old Niles